# 올라이네시

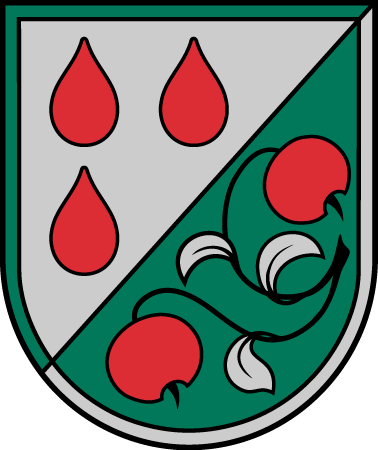
시 문장

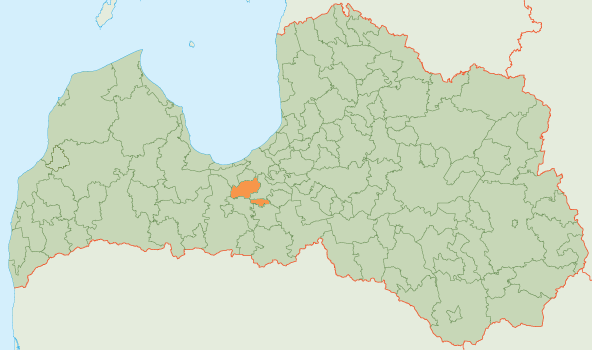
올라이네 시의 위치

올라이네시(라트비아어: Olaines novads)는 라트비아의 지방 자치체로 행정 중심지는 올라이네이며 면적은 296.3km2, 인구는 20,085명(2009년 기준), 인구 밀도는 68명/km2이다. 1개 도시, 1개 교구를 관할한다.